# Стріла (сузір'я)

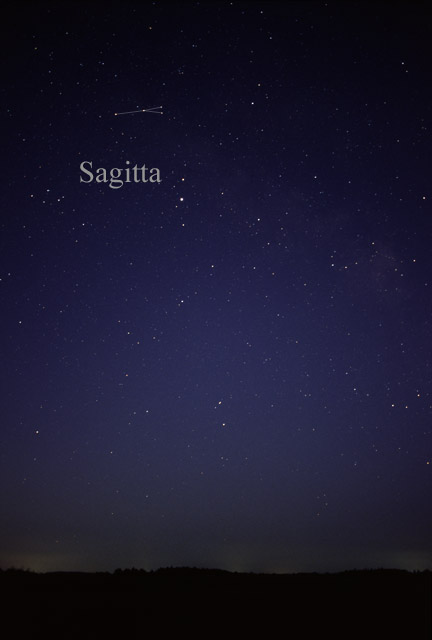
Стріла неозброєним оком.

Стріла́ — (лат. Sagitta) сузір'я північної півкулі зоряного неба. Містить 28 зір, видимих неозброєним оком. Найкращі умови для спостереження сузір'я тривають протягом липня — вересня.

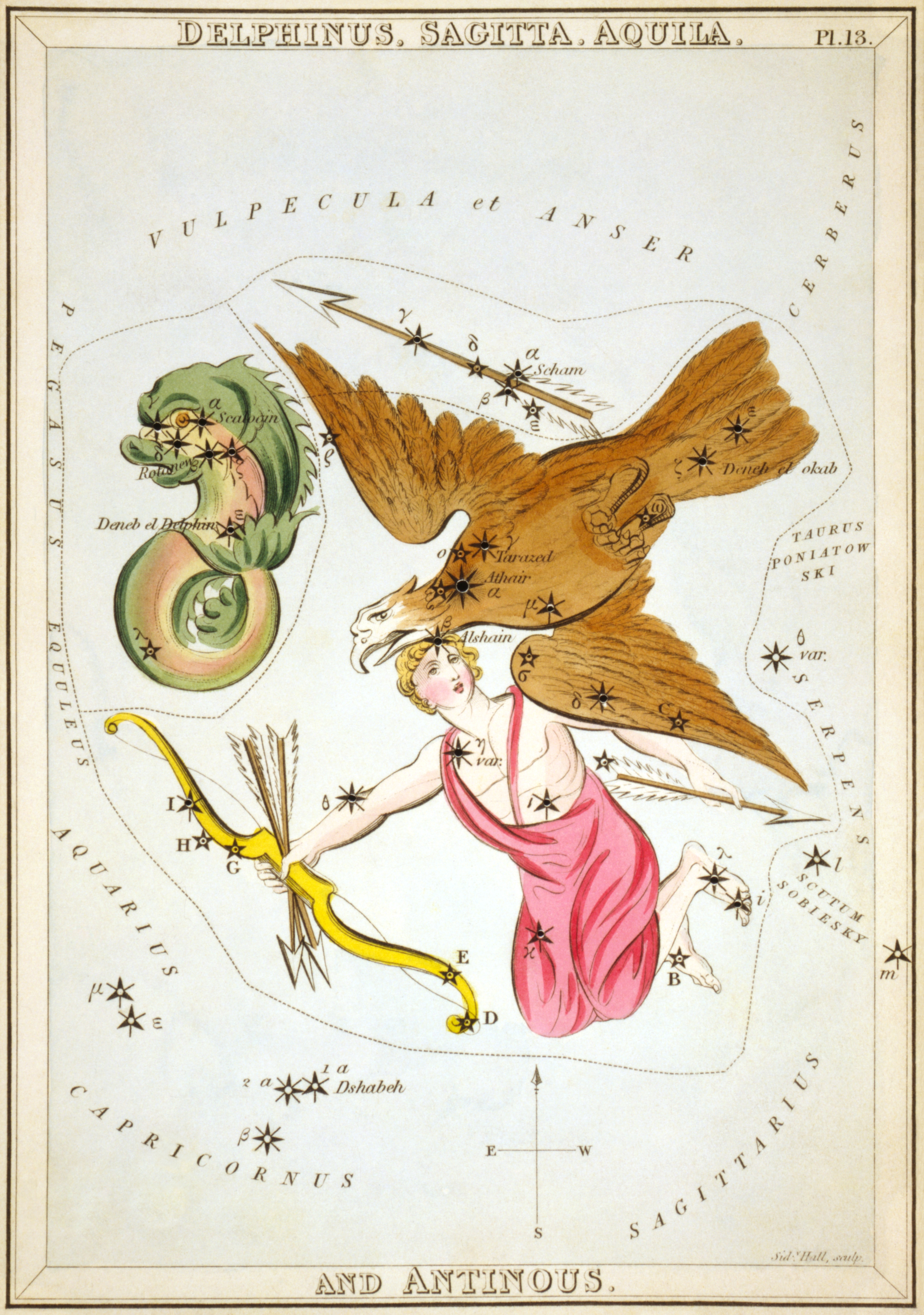
Сузір'я Стріли (поряд сузір'я Орла, Дельфіна та, неіснуюче нині, Антіноя) із «Дзеркала Уранії», набору тематичних карток, опублікованого у Лондоні, бл. 1825 року.

## Історія
Стародавнє сузір'я. Включене до каталогу зоряного неба Альмагест Клавдія Птолемея.

## Значимі об'єкти
Зоря α Стріли, відома також як Шам, — яскравий жовтий гігант класу G. Разом із зорею β Стріли формують умовне оперення стріли.
З об'єктів далекого космосу у Стрілі розташоване кулясте скупчення М 71.